# Dichoptera signifrons
Dichoptera signifrons är en insektsart som beskrevs av Stsl 1870. Dichoptera signifrons ingår i släktet Dichoptera och familjen Dictyopharidae. Inga underarter finns listade i Catalogue of Life.